# Smithville (Missouri)
Smithville – miasto w Stanach Zjednoczonych, w stanie Missouri, w hrabstwie Clay.